# سیاه‌چاله کلان‌جرم

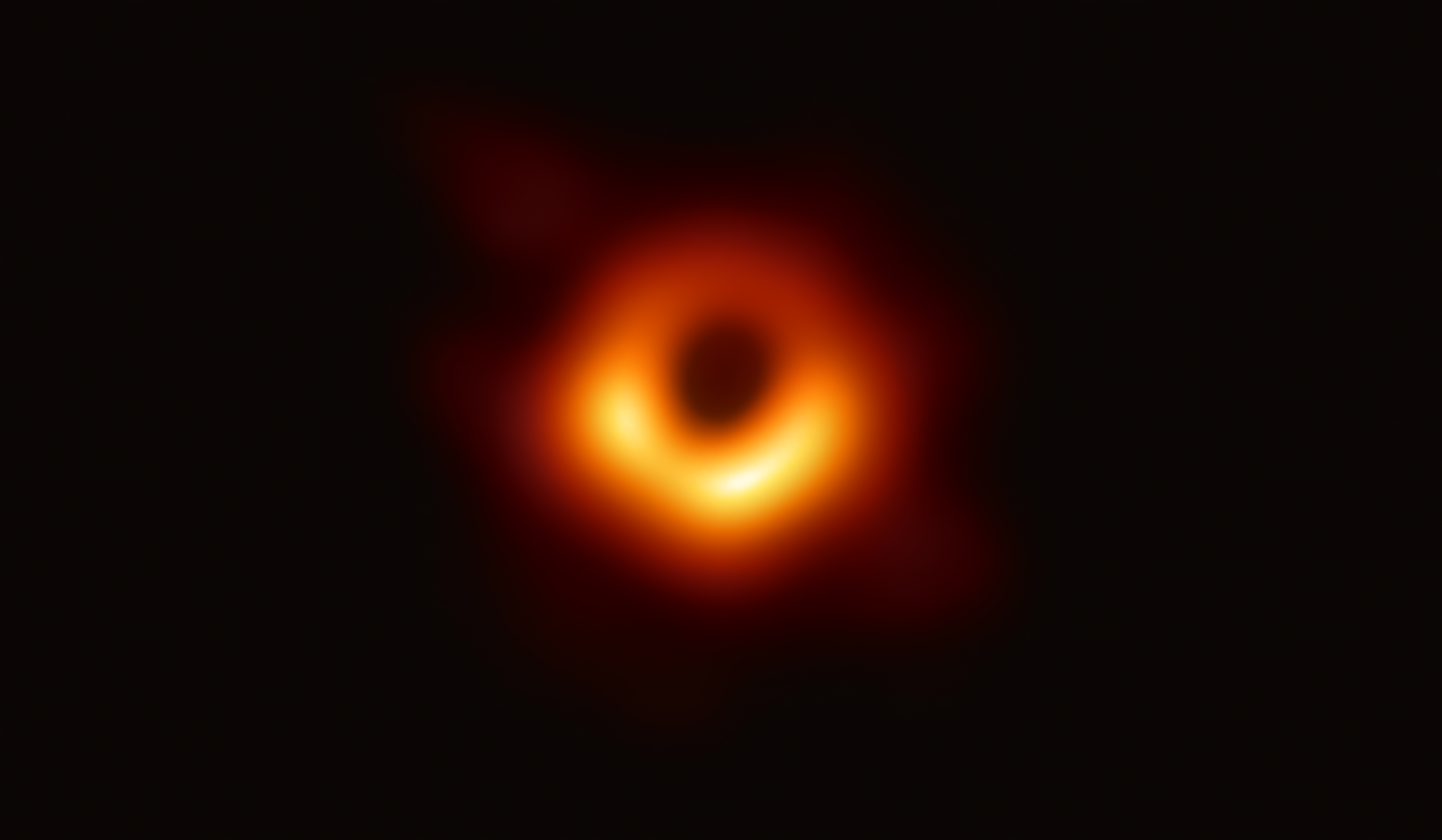
نخستین نما از سیاه‌چالهٔ کلان‌جرم ۶٫۵ میلیارد برابر پرجرم‌تر از خورشید در تاریخ ۱۰ آوریل ۲۰۱۹ از مرکز کهکشان اِم۸۷

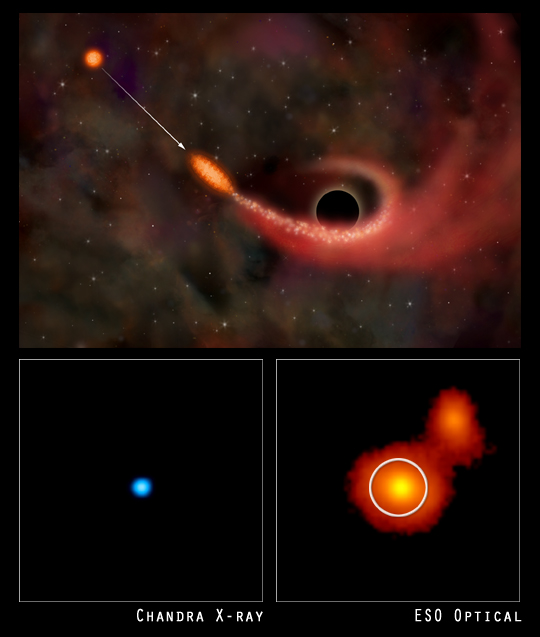
بالا: یک نقاشی تخیلی از یک سیاه‌چالهٔ کلان‌جرم در حال بلعیدن یک ستاره. پایین: تصاویری که اعتقاد بر این است سیاهچالهٔ کلان‌جرم مرکز کهکشان RXJ 1242-11 باشد. چپ: پرتو ایکس، راست: در نور مرئی.

سیاه‌چالهٔ کلان جرم بزرگ‌ترین نوع سیاه‌چاله در کهکشان‌هاست که گمان می‌رود در مرکز تقریباً همهٔ کهکشان‌ها از جمله کهکشان راه شیری(کمان ای* با جرم چهار میلیون جرم خورشیدی) نیز یافت شود که دارای جرمی معادل صدها هزار تا چندین میلیارد برابر جرم خورشید هستند. این سیاه‌چاله‌ها پرجرم‌ترین نوع سیاه‌چاله‌ها هستند و گرانش بسیار زیادی دارند که در جهان بی‌نظیر است. همچنین تصور می‌رود که مرکز کهکشان ان‌جی‌سی ۴۲۶۱ سیاه‌چاله‌ای کلان‌جرم با ۴۰۰ میلیون جرم خورشید باشد.
یکی از تفاوت‌های اصلی این سیاه‌چاله چگالی کمتر آن‌هاست. چگالی سیاه‌چاله‌ها جرم آن تقسیم برحجم ناشی از شعاع شوارتزشیلد است. این مقدار می‌تواند کمتر از چگالی آب باشد. علت آن این است که شعاع شوارتزشیلد سیاهچاله به‌طور خطی با جرم افزایش می‌یابد پس می‌توان آن را به صورت زیر نوشت:
{\displaystyle R=kM}
که در آن R، شعاع سیاه‌چاله، M، جرم آن و k ضریب تناسب است؛ و بنابرین داریم:
{\displaystyle \rho ={\frac {M}{V}}={\frac {M}{{\frac {4}{3}}\pi R^{3}}}={\frac {M}{{\frac {4}{3}}\pi k^{3}M^{3}}}=KM^{-2}}
و به همین دلیل هرچه سیاه‌چاله پرجرم‌تر باشد چگالی آن کمتر است و همچنین به علت بزرگ بودن افق رویداد، نیروی کشندی سیاه‌چاله‌های کلان‌جرم به طرز قابل ملاحظه‌ای کمتر است.
جرم این سیاه‌چاله‌ها به خاطر بلعیدن اجرام دور خود همواره افزایش می‌یابد و این بلعیدن موجب فعال‌شدن ظاهر مرکز سیاه‌چاله در طیف الکترومغناطیسی و مخصوصاً انرژی بالا می‌شود به همین دلیل تصور می‌رود این سیاه‌چاله مسئول فعالیت قوی اختروش‌ها باشند. درخشندگی سیاه‌چاله‌های کلان‌جرم در اختروش‌ها بین ده تا صدبرابر درخشندگی بقیهٔ اختروش است. همچنین تصور بر این است که هستهٔ کهکشانی فعال (AGN) نیز سیاه‌چاله باشد.

## وجود سیاه‌چاله‌های کلان‌جرم

مدار شش ستاره نزدیک به مرکز کهکشان

ستاره‌شناسان معتقدند که کهکشان راه شیری در مرکز خود یعنی، ۲۶٬۰۰۰ سال نوری از منظومه شمسی، یک سیاه‌چاله کلان‌جرم دارد. این ناحیه کمان ای* نامیده می‌شود دلیل بیان شده این است:
- ستاره اس۲ در یک مسیر بیضی با تناوب مداری ۱۵٫۲ سال حضیض (نزدیک‌ترین فاصله) ۱۷ ساعت نوری (۱٫۸×۱۰۱۳ m یا 120 AU) از مرکز کهکشان می‌گذرد.[۱۱]
- از محاسبه روی مدار این ستاره جرم مرکز گردش ۴٫۱ میلیون جرم خورشید به دست می‌آید.[۱۲]
- اندازه این جرم مرکزی آشکارا باید کمتر از ۱۷ ساعت نوری باشد و گرنه ستاره اس۲ با آن برخورد می‌کند یا به خاطر نیروی کشندی تکه‌تکه می‌شد. در واقع در مشاهدات جدید[۱۳] نشان می‌دهد که این شعاع نباید بیشتر ۶٫۲۵ ساعت نوری یعنی به اندازه قطر مدار اورانوس باشد.
- فقط یک سیاه‌چاله می‌تواند در چنین حجمی چنین جرمی را جا دهد.

مؤسسه ماکس پلانک برای فیزیک فراستاره‌ای و گروه مرکز کهکشان دانشگاه کالیفرنیا، لس‌آنجلس قوی‌ترین مدارک برای بیان این که ناحیه کمان ای* یک سیاه‌چاله کلان‌جرم است ارائه کرده‌اند، اطلاعات آنها بر اساس مشاهدات رصدخانه جنوبی اروپا و تلسکوپ کک است. محاسبات نشان می‌دهد که جرم کمان ای* تقریباً برابر ۴٫۱ میلیون جرم خورشید، یا حدود ۸٫۲‎×۱۰۳۳ kg است.